# Quatuor Takács
Le Quatuor Takács est un quatuor à cordes, fondé en Hongrie en 1975 et aujourd'hui basé à Boulder, Colorado aux États-Unis.

## Histoire
En 1975, quatre étudiants de l'Académie de musique de Budapest, Gábor Takács-Nagy (premier violon), Károly Schranz (second violon), Gábor Ormai (alto) et András Fejér (violoncelle) forment le Quatuor Takács. Selon leur propre histoire, Takács-Nagy, Ormai et Fejér avaient joué en trio pendant plusieurs mois, lorsqu'ils rencontrèrent Károly Schranz dans un car de joueurs de football. Avec Károly Schranz, ils passent d'une formation de trio à celle d'un quatuor.
Ils gagnent une réputation internationale dès 1977, lorsqu'ils remportent le premier prix et le Prix de la critique au concours International de quatuor à cordes à Evian. Le quatuor est lauréat, en 1978, d'un concours à Bordeaux, il remporte le premier prix au concours de quatuor à cordes de Budapest, la médaille d'or à Portsmouth en 1979  ainsi que le concours de Bratislava en 1981. Le quatuor effectue sa première tournée américaine en 1982.
En 1983, l'ensemble décide de s'installer aux États-Unis, ce qui leur parait le mieux, pour eux et leurs familles. Un collègue leur offre un poste, en tant que quatuor en résidence à l'Université du Colorado à Boulder, qu'ils acceptent en 1986 .
En 1993, Takács-Nagy quitte le groupe et le violoniste britannique Edward Dusinberre le remplace . En 1994, Ormai apprend qu'il est atteint d'un cancer incurable et est remplacé par un autre musicien britannique, l'altiste Roger Tapping . À la suite de ces changements, le quatuor entreprend avec succès une série d'enregistrements : un cycle des six quatuors à cordes de Bartók (dédié à la mémoire d'Ormai, décédé en 1995) et, acclamée par la critique, une intégrale des quatuors de Beethoven, ainsi que les quatuors de Smetana et Borodine.
En 2005, à la suite du cycle Beethoven, Roger Tapping prend sa retraite de l'ensemble pour passer plus de temps avec sa famille. Actuellement, il enseigne la musique de chambre au New England Conservatory. Sa remplaçante est Geraldine Walther, une altiste américaine, jusqu'alors principale altiste du San Francisco Symphony. Les membres du quatuor et les critiques ont remarqué la façon rapide avec laquelle elle a intégré l'ensemble.
Également en 2005, le quatuor est artiste associé au Southbank Centre de Londres. En 2006, ils sortent leur premier enregistrement avec Geraldine Walther : les quatuors Rosamunde et la Jeune fille et la Mort de Schubert acclamés par la critique. C'est aussi leur premier enregistrement pour Hyperion Records, après leur période pour le label Decca.
Ils jouent sur quatre instruments Amati, le second violon étant fabriqué pour Louis XIV.
Edward Dusinberre est l'auteur d'un livre sur Beethoven : Beethoven for a Later Age: Living with the String Quartets.

## Membres actuels
- Edward Dusinberre, premier violon
- Harumi Rhodes, deuxième violon
- Géraldine Walther, alto
- András Fejér, violoncelle

## Anciens membres
- Gábor Takács-Nagy, premier violon (1975 à 1992)
- Gábor Ormai, alto (1975 à 1994)
- Roger Tapping, alto (1994 à 2005)
- Károly Schranz, deuxième violon (1975 à 2018)

## Créations
- Wolfgang Rihm, Quatuor no 11 (2000)

## Prix et reconnaissance
Grammy Awards 2003 de la meilleure interprétation de musique de chambre : Andrew Keener (réalisateur), Simon Dominic Eadon (ingénieur) et le Quatuor Takács pour Beethoven, Quatuors à cordes « Razumovsky » op. 59, 1-3 ; « Les harpes », op. 74).
Le Quatuor Takács « a enregistré l'intégrale des quatuors de Beethoven, et leur somme, maintenant achevée, est la version la plus richement expressive de ce cycle titanesque. » (Alex Ross, dans Le New Yorker, 6 février 2006).
L'interprétation du Quatuor Takács des six quatuors de Bartók a été accueillie avec des éloges.
Le Quatuor Takács a été nommé pour un Grammy Award de la meilleure interprétation de musique de chambre pour leur enregistrement de l'opus 51 n° 2 de Brahms sur le label Hyperion.
En mars 2010, le Quatuor est récompensé pour l'excellence dans la recherche et le travail créatif par le Boulder Faculty Assembly de l'Université du Colorado.

## Discographie
- Bartók, Six quatuors a cordes (1998, Decca 289 455 297-2). Gramophone Award, meilleur enregistrement de musique de chambre
- Beethoven, Les premiers quatuors, op. 18, n° 1-6 (2004, Decca 000186402)[8],[9]
- Beethoven, Les derniers quatuors à cordes, op. 95 ; op. 127 ; op. 130 ; op. 131 ; op. 132 ; op. 133 ; op. 135 (2005, Decca 000387502)[10]
- Beethoven, Les trois quatuors « Rasumovsky », op. 59 ; Quatuor « les harpes », op. 74 (2002, Decca 470 847-2 3) Grammy Award et Gramophone Award, meilleur enregistrement de musique de chambre[11]
- Borodine, Quatuor à cordes n° 2 en ré majeur (Decca 452 239-2)
- Brahms, Quatuors à cordes, op. 51 (2003, Decca 425 526-2)
- Brahms, Quatuor à cordes, op. 67 ; Quintette pour piano et cordes, op. 34 - avec András Schiff (Decca 430 529-2)
- Chausson, Concert pour piano, violon et quatuor à cordes en ré majeur, op. 21 - avec Joshua Bell, violon et Jean-Yves Thibaudet, piano (2005, Decca 000444702)
- Dvorák, Quatuor a cordes, op. 96 « Américain » ; op. 105 ; Cinq Bagatelles, op. 47 (Decca 47430 077-2)
- Dvorák, Quatuor à cordes en mi-bémol majeur, op. 51 ; Quintette pour piano et cordes en la majeur, op. 81 - avec Andreas Haefliger, piano (Decca 289 66197-2) (1999)
- Franck, Quintette pour piano et cordes en fa mineur M7 - avec Marc-André Hamelin, piano (2015, Hyperion CDA68061)
- Haydn, Quatuors à cordes, op. 76 (Decca 421 360-2 et 425 467-2)
- Haydn, Quatuors à cordes, op. 77, n° 1 et 2 et op. 103 (Decca 430 199-2)
- Mozart, Quintettes à cordes en ut majeur, K. 515 ; sol mineur, K. 516 ; Adagio et Fugue en ut mineur, K. 546 - avec György Pauk, alto (1993, Decca 430 772-2)
- Schubert, Quatuors à cordes en la mineur, D. 804 « Rosamunde » ; en ré mineur D. 810 « La Jeune fille et la Mort » (1993, Decca 436 843-2)
- Schubert, Quatuors à cordes en la mineur, D. 804 « Rosamunde » ; en ré mineur D. 810 (2006, Hyperion CDA67585)
- Schubert, Quintette à cordes en ut majeur, D. 956 (avec Miklós Perényi) ; Quartettsatz en ut mineur, D. 703 (Decca 436 324-2)
- Schubert, Quatuor à cordes en sol majeur, D. 887 ; Notturno - avec Andreas Haefliger, piano (2003, Decca 452 854-2)
- Smetana, Quatuor à cordes n° 1 en mi mineur « De ma vie » (2003, Decca 452 239-2)